# Сенет
 Тази статия е за играта.  За канадско-американския продуцент вижте Мак Сенет.  
Сенет е най-старата игра на дъска, за която има данни в наши дни. Възникнала е в Древен Египет около 3500 пр.н.е. 

## Правила
Играело се е на дъска с 30 квадратчета (3 реда*10). Фигурките за играта се правели от слонова кост, мрамор и черно дърво, а дъската се покривала с кожа.
Вместо със зар, броя ходове, които трябвало да се направят, се смятал с 4 малки дървени плоски клечки, които от едната си страна били бели, а от другата черни. Имало общо 5 комбинации. Ако се падне 1 бяла и 3 черни клечки – това е "1"; 2 бели и 2 черни е "2"; 3 бели и 1 черна е "3"; 4 бели е "4", а 4 черни е "6". Числото "5" няма как да се падне.
На игралната дъска, 3 от квадратчетата са били по-специални. Това са кутийките с номера – 15, 26 и 27. Полето с номер 15 е т.нар. „свещена земя“. Ако се постави фигурка на това поле, тя не може да бъде ударена от противникова. Освен това, ако на противника се падне такъв „зар“, че трябва да стъпи на "15" и няма други фигурки по полето, той пропуска ход. Полето с номер 26 дава право, ако стъпите там да имате право на още един ход. Ако обаче попаднете на 27-о квадратче -тогава фигурката му изгаря и трябва да влезе в игра отначало.
Фигурки се вкарват в игра само с "4" и "6".
За да завърши успешно играта една фигурка трябва да направи точно хода, с който би попаднала на несъществуващата 31 кутийка. Така, ако примерно стои на 28 кутийка и трябва "3", за да излезе от играта. Ако обаче има "4" -тя не се мести, защото е в повече от необходимото за придвижването и. Победата печели този играч, който успее да доведе всичките си фигурки до финала.